# Ludwig Claisen
Ludwig Rainer Claisen (né le 2 ou le 14 janvier 1851 à Cologne; mort le 5 janvier 1930 à Bad Godesberg), est un chimiste allemand.

## Biographie
Il étudie de 1869 à 1874 les sciences aux universités de Bonn et Göttingen. Après l'obtention de son doctorat, il est assistant de August Kekulé et passe son habilitation en 1878. Pour quelques années, il part à l'Owens College de Manchester et finalement il est collaborateur de Adolf von Baeyer à Munich. Il part en 1890 à Aix-la-Chapelle, en 1897 à Kiel, et finalement en 1904 à Berlin.
En 1881, il découvre la condensation de Claisen qui porte encore aujourd'hui son nom. Certains instruments de laboratoire qu'il a développés sont toujours employés de nos jours. Alors qu'il était à la retraite, il découvrit le réarrangement de Claisen, où un allylvinyléther donne un carbonyle insaturé.